# Nick Jr.
Nick Jr. là một kênh truyền hình thành lập ngày 2 tháng 2 năm 1999 tại New York, Hoa Kỳ. Kênh dành cho trẻ em từ 2 đến 7 tuổi.

## Phim đến nay còn chiếu
- Little Bear (6 tháng 11 năm 1995 - 7 tháng 11 năm 2002) (còn chiếu đến nay)

## Phim không còn chiếu
- Eureeka's Castle (7 tháng 12 năm 1989 - 30 tháng 6 năm 1995)
- The Busy World Of Richard Scarry (9 tháng 3 năm 1994 - 1997)
- Gullah Gullah Island (6 tháng 7 năm 1994 - 9 tháng 1 năm 1998)
- Allegra's Window (20 tháng 9 năm 1994 - 11 tháng 12 năm 1996)

## Phim hoạt hình
- Dora the Explorer (Thám hiểm cùng Dora)
- Bubble Guppies (Những chú cá bảy màu bong bóng)
- Peppa Pig (Heo Peppa)
- Rusty Rivets (Rusty - nhà sáng chế tí hon)
- PAW PATROL (Những chú chó cứu hộ)
- Team Umizoomi
- Go Diego Go! (Diego hoàng tử rừng xanh)
- Thomas & Friends (Thomas và những người bạn)
- 44 Cats (44 Con Mèo)
- Baby Shark's Big Show! (Chương trình tuyệt vời Baby Shark!)